# Pfarrkirche Hofstetten-Grünau

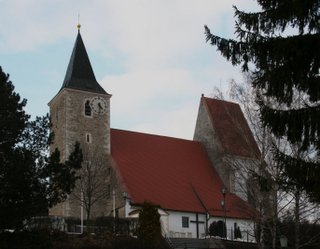
Katholische Pfarrkirche hl. Georg in Grünau

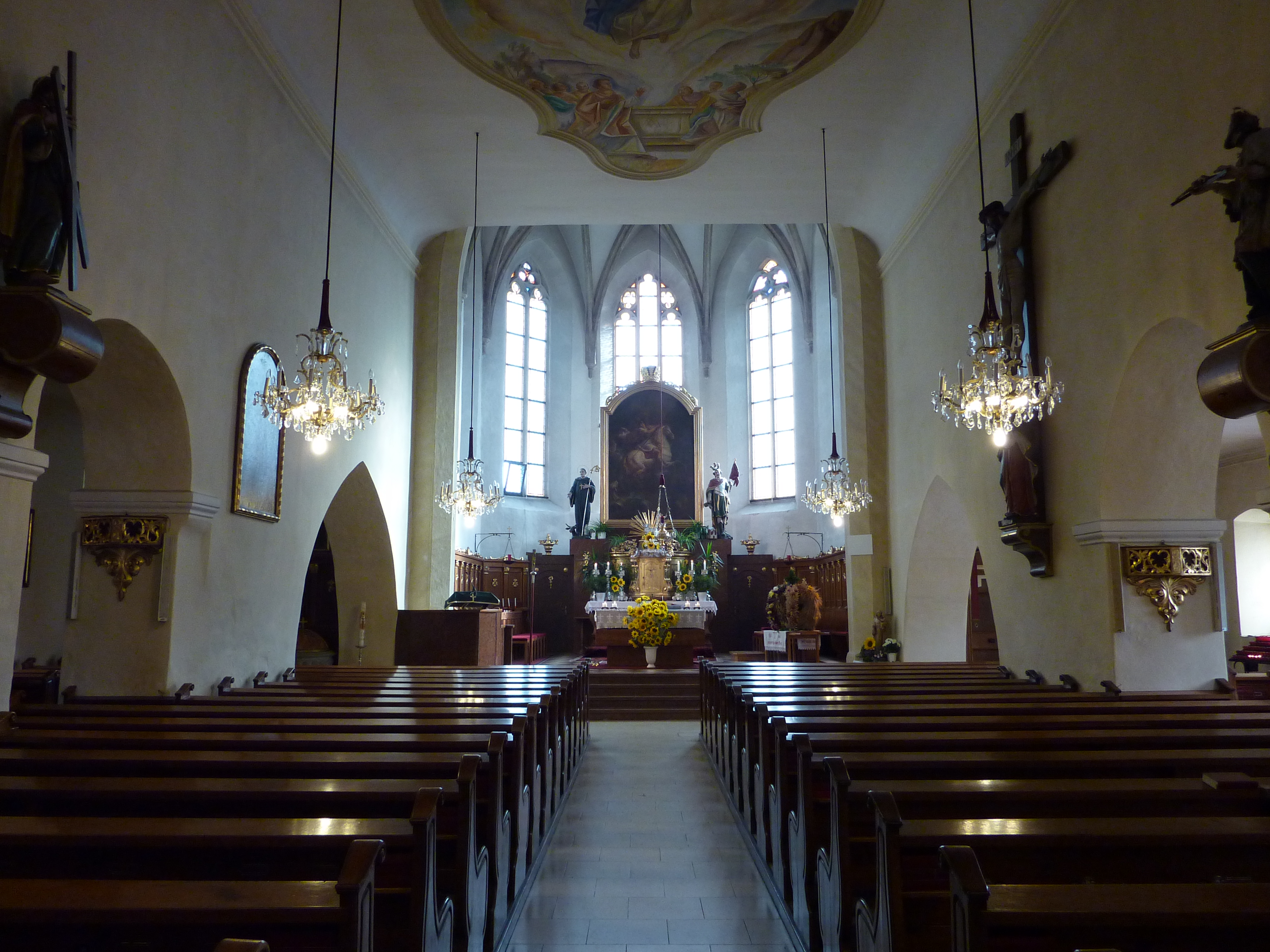
Langhaus, Blick zum Chor

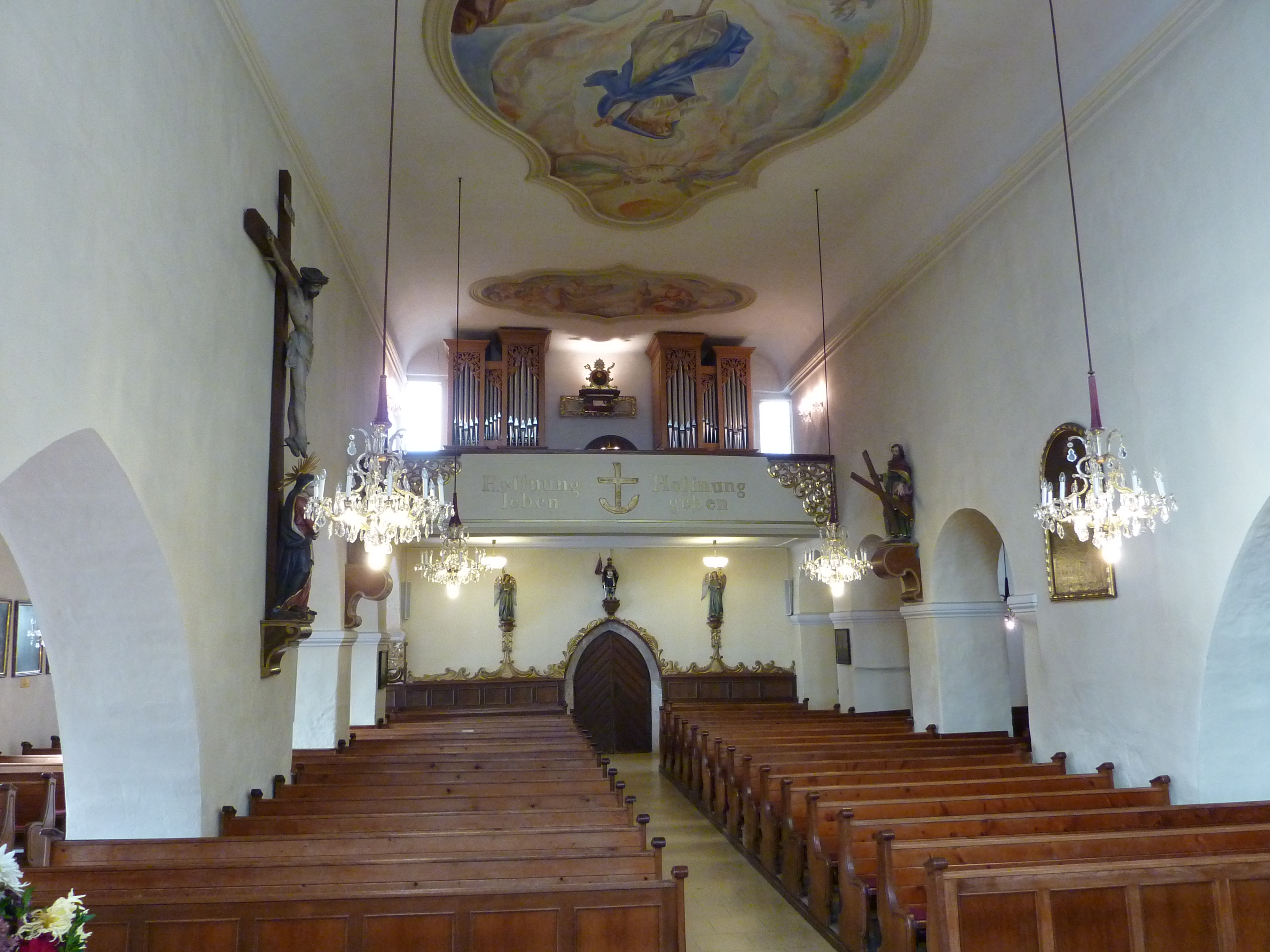
Langhaus, Blick zur Orgelempore

Die römisch-katholische Pfarrkirche Hofstetten-Grünau steht im Ort Grünau in der Marktgemeinde Hofstetten-Grünau in Niederösterreich. Die dem Patrozinium hl. Georg unterstellte Pfarrkirche, dem Stift Göttweig inkorporiert, gehört zum Dekanat Lilienfeld in der Diözese St. Pölten. Die Pfarrkirche und die teilweise erhaltene Kirchhofmauer stehen unter Denkmalschutz (Listeneintrag).

## Geschichte
Die Kirche wurde urkundlich am Anfang des 12. Jahrhunderts durch die Hochfreien von Hofstetten gegründet. 1110 wurde die Kirche aus der Pfarre Kilb ausgegliedert und 1310 zur Pfarrkirche erhoben. 1323/1332 wurde die Kirche dem Stift Göttweig inkorporiert. Der romanische Saalbau wurde spätgotisch zu einer dreischiffigen Kirche mit einem stark überhöhten Chor erweitert. Der Turm ist aus dem 14. Jahrhundert. Im 18. Jahrhundert wurde das Langhaus barockisiert. 1956 bis 1958 war eine Restaurierung.

## Architektur
Die spätgotische Erweiterung der romanischen Saalkirche umfasste insbesondere den Anbau der Seitenschiffe und des extrem überhöhten Chors, der nahezu die Höhe des Turms erreicht. Das Langhaus ist vierjochig ausgeführt, wobei die flache Decke des Mittelschiffs erhalten geblieben ist. Die Deckenmalerei Mariä Himmelfahrt und König David sowie die hl. Cäcilia im Langhaus schuf der Maler Sepp Zöchling (1957). Der von der Langhausdecke unterschnittene Triumphbogen bildet den Übergang zum einjochigen Chor, der mit einem 5/8-Schluss versehen und von einem hohen Sternrippengewölbe mit Wappenschlusssteinen überspannt ist.

## Einrichtung
Der Hochaltar stammt aus der Zeit der Barockisierung des Innenraums im 18. Jahrhundert. Das Altarbild zeigt den hl. Georg kämpfend mit dem Drachen und wurde von Martin Johann Schmidt (bekannt als Kremser Schmidt) 1757 geschaffen. Begleitet wird das Bild zu beiden Seiten von den aus dem 19. Jahrhundert stammenden Statuen des hl. Leonhard und des hl. Florian. Die Orgel von 2013 stammt von Friedrich Heftner.